# Cầy mangut lùn Ethiopia
Cầy mangut lùn Ethiopia (Helogale hirtula), còn được gọi là cầy mangut lùn sa mạc hoặc cầy mangut lùn Somali, là một loài Họ Cầy lỏn có nguồn gốc từ Đông Phi, đặc biệt là Ethiopia, Kenya và Somalia.
Cầy mangut lùn Ethiopia sẽ phát ra các tiêng gọi cảnh báo cho gia đình của nó nếu phát hiện có động vật săn mồi. Chúng cũng đã được biết là tạo ra các tiéng gọi báo động chung khi không có nguy hiểm. Những tiếng gọi này có cao độ khác nhau cho thấy mức độ khẩn cấp khác nhau đối với gia đình. Một nghiên cứu về cầy mangut lùn cho thấy rằng chúng có thể truyền đạt thông tin về loài, khoảng cách và độ cao của động vật săn mồi cho gia đình thông qua các tiếng gọi báo động.

## Phân loài
- Helogale hirtula hirtula
- Helogale hirtula ahlselli
- Helogale hirtula annulata
- Helogale hirtula lutescens
- Helogale hirtula powelli